# Rockville (FM)
Rockville è il settimo album in studio della band britannica FM, pubblicato nel 2013 su etichetta Membran.
A soli 14 giorni di distanza da quest'ultimo, esattamente il 25 marzo 2013, il gruppo londinese dà alla luce Rockville II, seguito di Rockville.

## Tracce
1. Tough love (Overland/Goldsworthy/Jupp/Davis/Kirkpatrick) [5:04]
2. Wake up the World (Overland/Goldsworthy/Jupp/Davis/Kirkpatrick) [5:16]
3. Only foolin' (Overland/Goldsworthy/Jupp/Davis/Kirkpatrick) [4:30]
4. Crave (Overland/Goldsworthy/Jupp/Davis/Kirkpatrick) [4:39]
5. Show me the way (Overland/Goldsworthy/Jupp/Davis/Kirkpatrick) [4:01]
6. My love bleeds (Overland/Goldsworthy/Jupp/Davis/Kirkpatrick) [4:33]
7. Story of my life (Overland/Goldsworthy/Jupp/Davis/Kirkpatrick) [4:08]
8. Better late than never (Overland/Goldsworthy/Jupp/Davis/Kirkpatrick) [3:22]
9. Crosstown train (Overland/Goldsworthy/Jupp/Davis/Kirkpatrick) [6:06]
10. Goodbye yesterday (Overland/Goldsworthy/Jupp/Davis/Kirkpatrick) [4:27]
11. High cost of loving (Overland/Goldsworthy/Jupp/Davis/Kirkpatrick) [5:03]

| Recensione      | Giudizio |
| --------------- | -------- |
| MelodickRock.it |          |
| TrueMetal.it    | 81/100   |
| Metallus.it     | 7/10     |

## Formazione
- Steve Overland - voce, chitarra
- Mervin Goldsworthy - basso
- Pete Jupp - batteria
- Jem Davis - tastiera
- Jim Kirkpatrick - chitarra